# Jayavarman V
Jayavarman V (958 – 1001) fu un sovrano dell'Impero Khmer. Il suo regno iniziò l'anno 968 d.C e finì nel 1001.
Succedette al padre Rajendravarman II quando aveva solo 10 anni. Nei primi anni del suo regno dovette necessariamente appoggiarsi ad alti funzionari e generali. Essi appaiono nelle iscrizioni come patroni di templi e grandi possessori terrieri.

## Il nuovo tempio di stato: Ta Keo
Nel 975 iniziò la costruzione del suo tempio di stato, oggi conosciuto come Ta Keo, che fu dedicato intorno all'anno 1000, anche se rimase incompiuto. Nelle iscrizioni del tempo è chiamato Hemasringagiri ("la montagna dalle cime dorate").
Un termine strettamente connesso a Hemasringagiri è Jayendranagari (che in significa "capitale del re vittorioso"), la residenza reale o forse la nuova capitale di Jayavarman V, leggermente spostata a ovest rispetto alla capitale del padre e con il Ta Keo a sud. Peraltro le testimonianze archeologiche di tale ipotetico complesso sono molto scarse. Al giorno d'oggi rimane solo una torre a sud-ovest del tempio, simile alle torri d'angolo del Ta Keo, con un insolito ingresso unico verso sud.

## L'aristocrazia
Durante il regno di Jayavarman V ci sono diverse testimonianze dell'importanza assunta dall'aristocrazia (militari, funzionari, religiosi) e del suo benessere. Famoso è il tempio di Banteay Srei, fondato da Yainjavaraha. Nipote di Harshavarman I e studioso buddista, fu ministro di Rajendravarman e precettore di Jayavarman. Altre iscrizioni del tempo, localizzate nelle aree più attive del punto di vista agricolo a ovest del Tonle Sap, a est del Mekong e sul suo delta superiore, testimoniano l'ampiezza dei possedimenti terrieri e le generose donazioni ai templi, come pure la gestione amministrativa del territorio, affidata ad alti funzionari noti come vrah guru, che svolgevano anche funzioni religiose (come l'invocazione della pioggia). Le donazioni avvengono perlopiù secondo le modalità caratteristiche dell'induismo, ma risulta evidente la diffusione del buddismo nelle classi superiori.
Nomi che ricorrono nelle iscrizioni del tempo sono quelli di Yogisvaparandita, cui venne donato il Ta Keo, di Kirtipandita, ministro buddista, del clan Saptadevakula (da cui probabilmente discenderà il successore di Jayavarman dopo un decennio di guerra civile, Suryavarman I) e di diversi parenti del re, anche acquisiti come il cognato Rajapativarman.
In generale quello di Jayavarman V appare un periodo fiorente, sia dal punto di vista economico che culturale, e pacifico.

## Una nuova stirpe regale
La morte di Jayavarman V nel 1000 o 1001 d.C. segna l'inizio dell'ennesimo periodo di lotte interne e la fine della stirpe regale direttamente connessa al fondatore Jayavarman II. Già nel 1002 Suryavarman appare esercitare prerogative reali in diversi luoghi ma contemporanee sono iscrizioni che lamentano la distruzioni di fondazioni religiose o attestano altrove il predominio di Jayaviravarman, il suo rivale principale, o di Udayadityavarman I, un altro pretendente la cui madre era sorella di una moglie di Jayavarman V.
Nel 1006 Suryavarman appare essersi appropriato della capitale, ma solo nel 1011 appare evidente nelle iscrizioni il ristabilimento di un ordine esteso a tutto l'impero, in cui il regime gode della lealtà e del sostegno di tutte le famiglie aristocratiche e Suryavarman premia i propri sostenitori con la ridistribuzione di terre sottratte agli appartenenti allo schieramento rivale. Le eulogie del nuovo re lo collegano a Jayavarman II, come discendente di una famiglia di suoi seguaci della prima ora e per parentela con regnanti successivi (in primis con la linea materna di Indravarman I), ed anche a regnanti precedenti alla fondazione dell'impero, ma appare evidente che la linea regale non è più quella originaria. La presenza del simbolo solare (Surya, Uditya/Aditya) nel suo nome e in quello di diversi successori e antecessori fa sì che venga anche indicata come "dinastia dei re del sole".